# Campeonato de España de Atletismo
El Campeonato de España de atletismo, también denominado Campeonato de España Absoluto, es una competición deportiva de atletismo de carácter nacional que se realiza desde el año 1917. Inicialmente lo organizaron las federaciones guipuzcoana y catalana hasta que en 1920 las federaciones territoriales se unen para formar la Real Federación Española de Atletismo (RFEA); desde entonces la organizadora es la RFEA. Se disputa en primavera o verano, en pista de atletismo al aire libre.
Tras su celebración, se suele cerrar la lista de atletas españoles seleccionados para el campeonato internacional que se vaya a celebrar durante el verano, ya sea Campeonato de Europa, Campeonato del Mundo o Juegos Olímpicos.
El campeonato femenino, entonces en fechas y lugares distintos del masculino, empezó a disputarse en el año 1931, hasta 1935. Tras la guerra civil española, las mujeres no volvieron a participar hasta la edición de 1963.

## Modalidades
Hay que destacar que las pruebas de maratón y marcha (en ruta), tienen sus propios campeonatos de España celebrados en distinta fecha y sede.
Las pruebas de 5000 y 10000 metros lisos, se han celebrado a lo largo de la historia de esta competición dentro de su programa y en otras, en distinta sede y fecha. Actualmente, solo se celebra la prueba de 5000 metros, teniendo la de 10000 metros lisos su propio campeonato. Lo mismo ha ocurrido con las pruebas combinadas (Decatlón y Heptatlón), actualmente incluidas.

Durante la temporada de invierno se celebran el Campeonato de España en pista cubierta, a diferencia de este, en instalación bajo techo, así como el Campeonato de España de lanzamientos largos (o Campeonato de Invierno de lanzamientos), este último para los lanzamientos de disco, martillo y jabalina durante la temporada de invierno, ya que debido al alcance en distancia de los artefactos, no se pueden celebrar en instalación cubierta o bajo techo.

### Categoría masculina
- Velocidad: 100, 200, 400, 800, 1500, 5000 metros lisos.
- Velocidad con obstáculos: 110, 400 metros vallas y 3000 metros obstáculos.
- Saltos: altura, pértiga, longitud y triple.
- Lanzamientos: peso, disco, martillo y jabalina.
- Resistencia: Decatlón y 10000 metros marcha en pista.
- Conjuntas: velocidad por relevos 4 x 100 y 4 x 400 metros lisos.

### Categoría femenina
- Velocidad: 100, 200, 400, 800, 1500, 5000 metros lisos.
- Velocidad con obstáculos: 100, 400 metros vallas y 3000 metros obstáculos.
- Saltos: altura, pértiga, longitud y triple.
- Lanzamientos: peso, disco, martillo y jabalina.
- Resistencia: Heptatlón y 10000 metros marcha en pista.
- Conjuntas: velocidad por relevos 4 x 100 y 4 x 400 metros lisos.

## Ediciones
| Masculino | Femenino | Año  | Ciudad                   | Fecha                                         | Estadio |
| --------- | -------- | ---- | ------------------------ | --------------------------------------------- | --- |
| 1         |          | 1917 | San Sebastián            | 8, 9 y 10 de septiembre de 1917               | Estadio de Atocha |
| 2         |          | 1918 | Madrid                   | 12 y 13 de octubre de 1918                    | Campo del Athletic Club de Madrid                                                                                      |
| 3         |          | 1919 | Barcelona                | 18 y 19 de octubre de 1919                    | Velódromo Campo de Deportes                                                                                            |
| 4         |          | 1920 | San Sebastián            | 24 y 25 de julio de 1920                      | Estadio de Atocha |
| 5         |          | 1921 | Vigo                     | 16 de octubre de 1921                         | Estadio de Coya |
| 6         |          | 1923 | Las Arenas (Guecho)      | 12, 13 y 15 de agosto de 1923                 | Estadio de Romo |
| 7         |          | 1924 | Tolosa                   | 24 y 25 de mayo de 1924                       | Estadio de Berazubi |
| 8         |          | 1925 | Tolosa                   | 25 y 26 de julio de 1925                      | Estadio de Berazubi |
| 9         |          | 1926 | Tolosa                   | 31 de julio y 1 de agosto de 1926             | Estadio de Berazubi |
| 10        |          | 1927 | Madrid                   | 25 y 26 de junio de 1927                      | Stadium Metropolitano                                                                                                  |
| 11        |          | 1928 | Reus                     | 30 de junio y 1 de julio de 1928              | Estadio del Reus Deportiu                                                                                              |
| 12        |          | 1929 | Barcelona                | 29 y 30 de junio de 1929                      | Estadio de Montjuïc |
| 13        |          | 1930 | Barcelona                | 5 y 6 de junio de 1930                        | Estadio de Montjuïc |
| 14        |          | 1931 | Barcelona                | 25 y 26 de julio de 1931                      | Estadio de Montjuïc |
|           | 1        | 1931 | Madrid                   | 24 y 25 de octubre de 1931                    | Campo de la Sociedad Atlética de Madrid                                                                                |
| 15        |          | 1932 | Tolosa                   | 30 y 31 de julio de 1932                      | Estadio de Berazubi |
|           | 2        | 1932 | Barcelona                | 8 y 9 de octubre de 1932                      | Estadio de Montjuïc |
| 16        |          | 1933 | Barcelona                | 12 y 13 de agosto de 1933                     | Estadio de Montjuïc |
|           | 3        | 1933 | Barcelona                | 8 de octubre de 1933                          | Estadio de Montjuïc |
| 17        |          | 1934 | Tolosa                   | 4 y 5 de agosto de 1934                       | Estadio de Berazubi |
| 18        |          | 1935 | Tolosa                   | 24 y 25 de agosto de 1935                     | Estadio de Berazubi |
|           | 4        | 1935 | Barcelona                | 7 de julio de 1935                            | Estadio de Montjuïc |
| 19        |          | 1936 | Barcelona                | 1 y 12 de julio de 1936                       | Estadio de Montjuïc |
| 20        |          | 1940 | Barcelona                | 27 y 28 de julio de 1940                      | Estadio de Montjuïc |
| 21        |          | 1941 | Valencia                 | 26 y 27 de julio de 1941                      | Campo de Vallejo |
| 22        |          | 1942 | Madrid                   | 28 y 29 de junio de 1942                      | Pistas de la Ciudad Universitaria                                                                                      |
| 23        |          | 1943 | Barcelona                | 24 y 25 de julio de 1943                      | Estadio de Montjuïc |
| 24        |          | 1944 | Tolosa                   | 30 y 31 de julio de 1944                      | Estadio de Berazubi |
| 25        |          | 1945 | Gerona                   | 28 y 29 de julio de 1945                      | Pista de la Dehesa |
| 26        |          | 1946 | Barcelona                | 20 y 21 de julio de 1946                      | Estadio de Montjuïc |
| 27        |          | 1947 | Barcelona                | 26 y 27 de julio de 1947                      | Estadio de Montjuïc |
| 28        |          | 1948 | Avilés                   | 10 y 11 de julio de 1948                      | Estadio de La Exposición                                                                                               |
| 29        |          | 1949 | Barcelona                | 9 y 10 de julio de 1949                       | Estadio de Montjuïc |
| 30        |          | 1950 | Burgos                   | 10 y 11 de julio de 1950                      | Pista de la Ciudad Deportiva General Yagüe                                                                             |
| 31        |          | 1951 | Barcelona                | 28 y 29 de julio de 1951                      | Estadio de Montjuïc |
| 32        |          | 1952 | Avilés                   | 12 y 13 de julio de 1952                      | Estadio de La Exposición                                                                                               |
| 33        |          | 1953 | San Sebastián            | 25 y 26 de julio de 1953                      | Pista de Anoeta |
| 34        |          | 1954 | Tetuán                   | 10 y 11 de julio de 1954                      | Estadio Sania Ramel |
| 35        |          | 1955 | Barcelona                | 9 y 10 de julio de 1955                       | Estadio de Montjuïc |
| 36        |          | 1956 | Oviedo                   | 21 y 22 de julio de 1956                      | Estadio Cristo de las Cadenas                                                                                          |
| 37        |          | 1957 | La Coruña                | 20 y 21 de julio de 1957                      | Estadio de Riazor |
| 38        |          | 1958 | San Sebastián            | 12 y 13 de julio de 1958                      | Pista de Anoeta |
| 39        |          | 1959 | Tolosa                   | 18 y 19 de julio de 1959                      | Estadio de Berazubi |
| 40        |          | 1960 | Barcelona                | 30 y 31 de julio de 1960                      | Estadio de Montjuïc y Estadio de la Ciudad Universitaria                                                               |
| 41        |          | 1961 | Barcelona                | 14 y 15 de agosto de 1961                     | Estadio de Montjuïc |
| 42        |          | 1962 | La Coruña                | 18 y 19 de agosto de 1962                     | Estadio de Riazor |
| 43        | 5        | 1963 | Barcelona                | 17 y 18 de agosto de 1963                     | Estadio de Montjuïc |
| 44        | 6        | 1964 | Madrid                   | 19 y 20 de septiembre de 1964                 | Estadio de Vallehermoso                                                                                                |
| 45        | 7        | 1965 | Madrid                   | 17 y 18 de julio de 1965                      | Estadio de Vallehermoso                                                                                                |
| 46        | 8        | 1966 | Madrid                   | 17 y 18 de septiembre de 1966                 | Estadio de Vallehermoso                                                                                                |
| 47        | 9        | 1967 | Madrid                   | 23 y 24 de septiembre de 1967                 | Estadio de Vallehermoso                                                                                                |
| 48        | 10       | 1968 | Madrid                   | 13 y 14 de julio de 1968                      | Estadio de Vallehermoso                                                                                                |
| 49        | 11       | 1969 | Madrid                   | 5 y 6 de julio de 1969                        | Estadio de Vallehermoso                                                                                                |
| 50        | 12       | 1970 | Madrid                   | 10, 11 y 12 de julio de 1970                  | Estadio de Vallehermoso                                                                                                |
| 51        | 13       | 1971 | Madrid                   | 9, 10 y 11 de julio de 1971                   | Estadio de Vallehermoso                                                                                                |
| 52        | 14       | 1972 | Madrid                   | 7, 8 y 9 de julio de 1972                     | Estadio de Vallehermoso                                                                                                |
| 53        | 15       | 1973 | Barcelona                | 13, 14 y 15 de julio de 1973                  | Estadio de la Ciudad Universitaria                                                                                     |
| 54        | 16       | 1974 | Madrid                   | 19, 20 y 21 de julio de 1974                  | Estadio de Vallehermoso                                                                                                |
| 55        | 17       | 1975 | San Sebastián            | 1, 2 y 3 de agosto de 1975                    | Pista de Anoeta |
| 56        | 18       | 1976 | Madrid                   | 27, 28 y 29 de junio de 1976                  | Estadio de Vallehermoso                                                                                                |
| 57        | 19       | 1977 | Granollers               | 23, 24 y 25 de julio de 1977                  | Estadio Municipal de Granollers                                                                                        |
| 58        | 20       | 1978 | Madrid                   | 28, 29 y 30 de julio de 1978                  | Estadio de Vallehermoso                                                                                                |
| 59        | 21       | 1979 | Barcelona                | 10, 11 y 12 de agosto de 1979                 | Estadi Municipal Joan Serrahima                                                                                        |
| 60        | 22       | 1980 | Madrid                   | 22, 23 y 24 de agosto de 1980                 | Pista del I.N.E.F. |
| 61        | 23       | 1981 | Barcelona                | 7, 8 y 9 de agosto de 1981                    | Estadi Municipal Joan Serrahima                                                                                        |
| 62        | 24       | 1982 | Santiago de Compostela   | 6, 7 y 8 de agosto de 1982                    | Ciudad Universitaria                                                                                                   |
| 63        | 25       | 1983 | San Sebastián            | 22, 23 y 24 de julio de 1983                  | Pista de Anoeta |
| 64        | 26       | 1984 | Barcelona                | 29 de junio, 30 de junio y 1 de julio de 1984 | Estadi Municipal Joan Serrahima                                                                                        |
| 65        | 27       | 1985 | Gijón                    | 2, 3 y 4 de agosto de 1985                    | Las Mestas |
| 66        | 28       | 1986 | Madrid                   | 1, 2 y 3 de agosto de 1986                    | Estadio de Vallehermoso                                                                                                |
| 67        | 29 (sic) | 1987 | Barcelona                | 14, 15 y 16 de agosto de 1987                 | Estadi Municipal Joan Serrahima                                                                                        |
| 68        | 31       | 1988 | Vigo                     | 11, 12, 13 y 14 de agosto de 1988             | Estadio de Balaídos |
| 69        | 32       | 1989 | Barcelona                | 11, 12 y 13 de agosto de 1989                 | Estadio de Montjuïc |
| 70        | 33       | 1990 | Jerez de la Frontera     | 10, 11 y 12 de agosto de 1990                 | Estadio Municipal de Chapín                                                                                            |
| 71        | 34       | 1991 | Barcelona                | 2, 3 y 4 de agosto de 1991                    | Estadio de Montjuïc |
| 72        | 35       | 1992 | Valencia                 | 26, 27 y 28 de junio de 1992                  | Cauce del Río Turia |
| 73        | 36       | 1993 | Gandía                   | 2, 3 y 4 de julio de 1993                     | Polideportivo Municipal                                                                                                |
| 74        | 37       | 1994 | San Sebastián            | 15, 16 y 17 de julio de 1994                  | Estadio de Anoeta |
| 75        | 38       | 1995 | Madrid                   | 21, 22 y 23 de julio de 1995                  | Estadio Olímpico de Madrid                                                                                             |
| 76        | 39       | 1996 | Málaga                   | 28 y 29 de junio de 1996                      | Ciudad Deportiva de Carranque                                                                                          |
| 77        | 40       | 1997 | Salamanca                | 19 y 20 de julio de 1997                      | Estadio Javier Sotomayor                                                                                               |
| 78        | 41       | 1998 | San Sebastián            | 1 y 2 de agosto de 1998                       | Estadio de Anoeta |
| 79        | 42       | 1999 | Sevilla                  | 24 y 25 de julio de 1999                      | Estadio de la Cartuja                                                                                                  |
| 80        | 43       | 2000 | Barcelona                | 2 y 3 de septiembre de 2000                   | Estadio de Montjuïc |
| 81        | 44       | 2001 | Valencia                 | 21 y 22 de julio de 2001                      | Pista Jardín del Turia                                                                                                 |
| 82        | 45       | 2002 | Salamanca                | 20 y 21 de julio de 2002                      | Estadio Javier Sotomayor                                                                                               |
| 83        | 46       | 2003 | Jerez de la Frontera     | 2 y 3 de agosto de 2003                       | Estadio Municipal de Chapín                                                                                            |
| 84        | 47       | 2004 | Almería                  | 31 y 1 de agosto de 2004                      | Estadio de los Juegos Mediterráneos                                                                                    |
| 85        | 48       | 2005 | Málaga                   | 23 y 24 de julio de 2005                      | Estadio Ciudad de Málaga                                                                                               |
| 86        | 49       | 2006 | Zaragoza                 | 22 y 23 de julio de 2006                      | Centro Aragonés del Deporte                                                                                            |
| 87        | 50       | 2007 | San Sebastián            | 4 y 5 de julio de 2007                        | Estadio de Anoeta |
| 88        | 51       | 2008 | Santa Cruz de Tenerife   | 26 y 27 de julio de 2008                      | Centro Insular de Atletismo de Tenerife                                                                                |
| 89        | 52       | 2009 | Barcelona                | 1 y 2 de agosto de 2009                       | Estadio de Montjuic |
| 90        | 53       | 2010 | Avilés                   | 17 y 18 de julio de 2010                      | Complejo Deportivo Avilés                                                                                              |
| 91        | 54       | 2011 | Málaga                   | 6 y 7 de agosto de 2011                       | Estadio Ciudad de Málaga                                                                                               |
| 92        | 55       | 2012 | Pamplona                 | 25 y 26 de agosto de 2012                     | Estadio Larrabide |
| 93        | 56       | 2013 | Alcobendas               | 27 y 28 de julio de 2013                      | Polideportivo José Caballero                                                                                           |
| 94        | 57       | 2014 | Alcobendas               | 26 y 27 de julio de 2014                      | Polideportivo José Caballero                                                                                           |
| 95        | 58       | 2015 | Castellón de la Plana    | 01 y 2 de agosto de 2015                      | Pista Municipal Gaetá Huguet                                                                                           |
| 96        | 59       | 2016 | Gijón                    | 23 y 24 de julio de 2016                      | Complejo Deportivo Las Mestas                                                                                          |
| 97        | 60       | 2017 | Barcelona                | 22 y 23 de julio de 2017                      | Estadi Municipal Joan Serrahima                                                                                        |
| 98        | 61       | 2018 | Getafe                   | 21 y 22 de julio de 2018                      | Polideportivo Juan de la Cierva                                                                                        |
| 99        | 62       | 2019 | La Nucía                 | 31 de agosto y 1 de septiembre de 2019        | Ciutat Esportiva Camilo Cano                                                                                           |
| 100       | 63       | 2020 | Madrid Getafe Alcobendas | 12 y 13 de septiembre de 2020                 | Estadio Vallehermoso Polideportivo Municipal de Moratalaz Polideportivo Juan de la Cierva Polideportivo José Caballero |
| 101       | 64       | 2021 | Getafe                   | 25 al 27 de junio de 2021                     | Polideportivo Juan de la Cierva                                                                                        |
| 102       | 65       | 2022 | Nerja                    | 24 al 26 de junio de 2022                     | Estadio Enrique López Cuenca                                                                                           |
| 103       | 66       | 2023 | Torrente                 | 28 al 30 de julio de 2023                     | Ciutad del Sport |
| 104       | 67       | 2024 | La Nucía                 | 28 al 30 de junio de 2024                     | Ciutat Esportiva Camilo Cano                                                                                           |
| 105       | 68       | 2025 | Tarragona                | 1 al 3 de agosto de 2025                      | Estadio Municipal Natalia Rodríguez                                                                                    |

## Récords de los campeonatos
Los récords de los Campeonatos de España vigentes tras la edición de 2025 son los siguientes:

### Hombres
| Prueba                  | Marca    | Atleta                     | Año  | Lugar                  |
| ----------------------- | -------- | -------------------------- | ---- | ---------------------- |
| 100 m                   | 10"16    | Aitor Same Ekobo           | 2018 | Getafe                 |
| 100 m                   | 10"16    | Patrick Chinedu Ike        | 2018 | Getafe                 |
| 200 m                   | 20"04    | Bruno Hortelano            | 2018 | Getafe                 |
| 400 m                   | 44"96    | Cayetano Cornet            | 1989 | Barcelona              |
| 800 m                   | 1'45"01  | Adrián Ben                 | 2023 | Torrent                |
| 1500 m                  | 3'33"44  | Adel Mechaal               | 2023 | Torrent                |
| 5000 m                  | 13'18"46 | Jesús España               | 2010 | Avilés                 |
| 110 m vallas            | 13"09    | Orlando Ortega             | 2016 | Gijón                  |
| 110 m vallas            | 13"09    | Enrique Llopis Doménech    | 2024 | La Nucía               |
| 400 m vallas            | 48"70    | Jesús David Delgado        | 2025 | Tarragona              |
| 3000 m obstáculos       | 8'14"30  | Antonio Jiménez Pentinel   | 2004 | Almería                |
| 10 000 m marcha         | 37'53"09 | Francisco Javier Fernández | 2008 | Santa Cruz de Tenerife |
| Salto de altura         | 2,32 m   | Arturo Ortiz               | 1992 | Valencia               |
| Salto con pértiga       | 5,81 m   | Montxu Miranda             | 2000 | Barcelona              |
| Salto de longitud       | 8,23 m   | Antonio Corgos             | 1980 | Madrid                 |
| Triple salto            | 17,87 m  | Jordan Díaz                | 2022 | Nerja                  |
| Lanzamiento de peso     | 21,07 m  | Borja Vivas                | 2014 | Alcobendas             |
| Lanzamiento de disco    | 69,50 m  | Mario Pestano              | 2008 | Santa Cruz de Tenerife |
| Lanzamiento de martillo | 78,70 m  | Javier Cienfuegos          | 2019 | La Nucía               |
| Lanzamiento de jabalina | 83,51 m  | Odei Jainaga               | 2020 | Moratalaz              |
| Decatlón                | 8357 pts | Francisco Javier Benet     | 1999 | Castellón              |
| Relevos 4 × 100 m       | 39"44    | FC Barcelona               | 2018 | Getafe                 |
| Relevos 4 × 400 m       | 3'07"57  | Atletismo Numantino        | 2025 | Tarragona              |

### Mujeres
| Prueba                  | Marca    | Atleta             | Año  | Lugar                  |
| ----------------------- | -------- | ------------------ | ---- | ---------------------- |
| 100 m                   | 11"07    | María Isabel Pérez | 2022 | Nerja                  |
| 200 m                   | 22"46    | Jaël Bestué        | 2025 | Tarragona              |
| 400 m                   | 50"83    | Paula Sevilla      | 2025 | Tarragona              |
| 800 m                   | 2'00"12  | Lorea Ibarzabal    | 2024 | La Nucía               |
| 1500 m                  | 4'02"75  | Esther Guerrero    | 2024 | La Nucía               |
| 5000 m                  | 14'59"23 | Marta García       | 2025 | Tarragona              |
| 100 m vallas            | 12"77    | Josephine Onyia    | 2008 | Santa Cruz de Tenerife |
| 400 m vallas            | 54"34    | Sara Gallego       | 2022 | Nerja                  |
| 3000 m obstáculos       | 9'22"19  | Carolina Robles    | 2024 | La Nucía               |
| 10 000 m marcha         | 42'14"12 | Raquel González    | 2016 | Gijón                  |
| Salto de altura         | 2,02 m   | Ruth Beitia        | 2007 | San Sebastián          |
| Salto con pértiga       | 4,45 m   | Mónica Clemente    | 2018 | Getafe                 |
| Salto con pértiga       | 4,45 m   | Maialen Axpe       | 2018 | Getafe                 |
| Salto de longitud       | 6,80 m   | Juliet Itoya       | 2018 | Getafe                 |
| Triple salto            | 14,61 m  | Ana Peleteiro      | 2021 | Getafe                 |
| Lanzamiento de peso     | 18,75 m  | Belén Toimil       | 2021 | Getafe                 |
| Lanzamiento de disco    | 61,36 m  | Sabina Asenjo      | 2015 | Castellón              |
| Lanzamiento de martillo | 69,96 m  | Laura Redondo      | 2021 | Getafe                 |
| Lanzamiento de jabalina | 61,25 m  | Lidia Parada       | 2018 | Getafe                 |
| Heptatlón               | 6295 pts | María Vicente      | 2025 | Tarragona              |
| Relevos 4 × 100 m       | 44"01    | FC Barcelona       | 2021 | Getafe                 |
| Relevos 4 × 400 m       | 3'33"63  | FC Barcelona       | 2023 | Torrent                |